# Бреа, Людовико
Людовико (Луи) Бреа (итал. Ludovico Brea, фр. Louis Brea; 1450, Ницца, Приморские Альпы — 1523)  — ренессансный художник французского происхождения, работы которого в основном сосредоточены в прибрежных городах современных Лигурии (Италия) и восточной части Приморских Альп (Франция).

## Биография
Бреа родился в происходившей из Монтальто-Лигуре семье бондарей в Ницце, являвшейся в то время частью Генуэзской республики.
Бреа был в основном клерикальным художником, и наиболее значительные его работы представляют собой алтарные картины. Первая значимая работа художника представляет собой роспись францисканского монастыря в Симье (современная Ницца). Прочие работы художника сосредоточены прибрежных поселениях между Монако и Ментоной, между Таджей и Империей и между Савоной и Генуей.
Одним из учеников Людовико Бреа был Террамо Пьяджо.

## Основные работы
- «Пьета» (1475) — Монастырь Симье,
- «Распятие» (1481) — Галерея Палаццо Бьянко
- «Вознесение» (1483) — Галерея Дураццо Джустиниани